# جوردی ماسو (بازیکن فوتبال)
جوردی ماسو (انگلیسی: Jordi Masó؛ زادهٔ ۱۹ سپتامبر ۱۹۹۲) بازیکن فوتبال اهل اسپانیا است.
از باشگاه‌هایی که در آن بازی کرده‌است می‌توان به باشگاه فوتبال ژیرونا و باشگاه فوتبال بارسلونا اشاره کرد.